# Cristina Guillemina de Saxònia-Eisenach
Cristina Guillemina de Saxònia-Eisenach (en alemany Christiane Wilhelmine von Sachsen-Eisenach) va néixer a Altenkirchen (Alemanya) el 3 de setembre de 1711 i va morir a Idstein el 27 de novembre de 1740. Era filla del duc Joan Guillem de Saxònia-Eisenach (1666-1729) i de la princesa Magdalena Sibil·la de Saxònia-Weissenfels (1673-1726).

## Matrimoni i fills
El 26 de desembre de 1734 es va casar a Eisenach amb el príncep Carles de Nassau-Usingen (1712-1775), fill de Guillem Enric de Nassau-Usingen (1684-1718) i de Carlota Amàlia de Nassau-Dillenburg (1680-1738). El matrimoni va tenir quatre fills: 
- Carles Guillem (1735-1803), casat amb Carolina de Leiningen (1734-1810).

- Francesca (1736-1741)

- Frederic August. (1738-1816), casat amb la princesa Lluïsa de Waldeck.(1751-1816).

- Joan Adolf (1740-1793)